# Agglo du Pays de Dreux
Die Agglo du Pays de Dreux ist ein französischer Gemeindeverband mit der Rechtsform einer Communauté d’agglomération in den Départements Eure-et-Loir und Eure in den Regionen Centre-Val de Loire und Normandie. Der Gemeindeverband wurde am 1. Jänner 2014 gegründet und besteht aus 81 Gemeinden. Der Verwaltungssitz befindet sich in der Stadt Dreux. Die Besonderheit ist die Départements- und Regions-übergreifende Mitgliedschaft ihrer Gemeinden.

## Historische Entwicklung
Mit Wirkung vom 1. Januar 2018 schlossen sich vier Gemeinden von der Interco Normandie Sud Eure dem hiesigen Verband an. Gleichzeitig verließ die Gemeinde Mouettes den Verband und trat zur Communauté d’agglomération Évreux Portes de Normandie über.

## Mitgliedsgemeinden
| Gemeinde                      | Einwohner 1. Januar 2022 | Fläche km² | Dichte Einw./km² | Code INSEE | Postleitzahl | Region              | Département  |
| ----------------------------- | ------------------------ | ---------- | ---------------- | ---------- | ------------ | ------------------- | ------------ |
| Abondant                      | 2.446                    | 34,8       | 70               | 28001      | 28410        | Centre-Val de Loire | Eure-et-Loir |
| Allainville                   | 153                      | 5,28       | 29               | 28003      | 28500        | Centre-Val de Loire | Eure-et-Loir |
| Anet                          | 2.708                    | 7,85       | 345              | 28007      | 28260        | Centre-Val de Loire | Eure-et-Loir |
| Ardelles                      | 210                      | 10,4       | 20               | 28008      | 28170        | Centre-Val de Loire | Eure-et-Loir |
| Aunay-sous-Crécy              | 659                      | 8,45       | 78               | 28014      | 28500        | Centre-Val de Loire | Eure-et-Loir |
| Beauche                       | 284                      | 16,6       | 17               | 28030      | 28270        | Centre-Val de Loire | Eure-et-Loir |
| Berchères-sur-Vesgre          | 855                      | 11,99      | 71               | 28036      | 28260        | Centre-Val de Loire | Eure-et-Loir |
| Bérou-la-Mulotière            | 345                      | 13,2       | 26               | 28037      | 28270        | Centre-Val de Loire | Eure-et-Loir |
| Boissy-en-Drouais             | 229                      | 6,03       | 38               | 28045      | 28500        | Centre-Val de Loire | Eure-et-Loir |
| Boncourt                      | 283                      | 3,71       | 76               | 28050      | 28260        | Centre-Val de Loire | Eure-et-Loir |
| Brezolles                     | 1.796                    | 14,23      | 126              | 28059      | 28270        | Centre-Val de Loire | Eure-et-Loir |
| Broué                         | 859                      | 12,03      | 71               | 28062      | 28410        | Centre-Val de Loire | Eure-et-Loir |
| Bû                            | 2.093                    | 22,6       | 93               | 28064      | 28410        | Centre-Val de Loire | Eure-et-Loir |
| Charpont                      | 638                      | 7,12       | 90               | 28082      | 28500        | Centre-Val de Loire | Eure-et-Loir |
| Châtaincourt                  | 227                      | 14,82      | 15               | 28087      | 28270        | Centre-Val de Loire | Eure-et-Loir |
| Châteauneuf-en-Thymerais      | 2.632                    | 4,07       | 647              | 28089      | 28170        | Centre-Val de Loire | Eure-et-Loir |
| Cherisy                       | 1.857                    | 12,38      | 150              | 28098      | 28500        | Centre-Val de Loire | Eure-et-Loir |
| Crécy-Couvé                   | 263                      | 6,65       | 40               | 28117      | 28500        | Centre-Val de Loire | Eure-et-Loir |
| Crucey-Villages               | 467                      | 43,97      | 11               | 28120      | 28270        | Centre-Val de Loire | Eure-et-Loir |
| Dampierre-sur-Avre            | 763                      | 18,27      | 42               | 28124      | 28350        | Centre-Val de Loire | Eure-et-Loir |
| Dreux                         | 31.205                   | 24,27      | 1.286            | 28134      | 28100        | Centre-Val de Loire | Eure-et-Loir |
| Écluzelles                    | 159                      | 3,22       | 49               | 28136      | 28500        | Centre-Val de Loire | Eure-et-Loir |
| Escorpain                     | 234                      | 9,42       | 25               | 28143      | 28270        | Centre-Val de Loire | Eure-et-Loir |
| Ézy-sur-Eure                  | 3.653                    | 8,92       | 410              | 27230      | 27530        | Normandie           | Eure         |
| Favières                      | 625                      | 12,69      | 49               | 28147      | 28170        | Centre-Val de Loire | Eure-et-Loir |
| Fessanvilliers-Mattanvilliers | 172                      | 11,63      | 15               | 28151      | 28270        | Centre-Val de Loire | Eure-et-Loir |
| Fontaine-les-Ribouts          | 187                      | 7,12       | 26               | 28155      | 28170        | Centre-Val de Loire | Eure-et-Loir |
| Garancières-en-Drouais        | 283                      | 6,46       | 44               | 28170      | 28500        | Centre-Val de Loire | Eure-et-Loir |
| Garnay                        | 1.000                    | 14,13      | 71               | 28171      | 28500        | Centre-Val de Loire | Eure-et-Loir |
| Germainville                  | 345                      | 8,67       | 40               | 28178      | 28500        | Centre-Val de Loire | Eure-et-Loir |
| Gilles                        | 503                      | 7,26       | 69               | 28180      | 28260        | Centre-Val de Loire | Eure-et-Loir |
| Guainville                    | 684                      | 14,12      | 48               | 28187      | 28260        | Centre-Val de Loire | Eure-et-Loir |
| Ivry-la-Bataille              | 2.640                    | 7,76       | 340              | 27355      | 27540        | Normandie           | Eure         |
| La Chapelle-Forainvilliers    | 214                      | 5,38       | 40               | 28076      | 28500        | Centre-Val de Loire | Eure-et-Loir |
| La Chaussée-d’Ivry            | 1.307                    | 8,39       | 156              | 28096      | 28260        | Centre-Val de Loire | Eure-et-Loir |
| La Madeleine-de-Nonancourt    | 1.160                    | 22,61      | 51               | 27378      | 27320        | Normandie           | Eure         |
| La Mancelière                 | 152                      | 5,9        | 26               | 28231      | 28270        | Centre-Val de Loire | Eure-et-Loir |
| Laons                         | 655                      | 15,78      | 42               | 28206      | 28270        | Centre-Val de Loire | Eure-et-Loir |
| Le Boullay-les-Deux-Églises   | 250                      | 13,82      | 18               | 28053      | 28170        | Centre-Val de Loire | Eure-et-Loir |
| Le Boullay-Mivoye             | 529                      | 10,92      | 48               | 28054      | 28210        | Centre-Val de Loire | Eure-et-Loir |
| Le Boullay-Thierry            | 585                      | 12,87      | 45               | 28055      | 28210        | Centre-Val de Loire | Eure-et-Loir |
| Le Mesnil-Simon               | 569                      | 9,17       | 62               | 28247      | 28260        | Centre-Val de Loire | Eure-et-Loir |
| Les Châtelets                 | 111                      | 9,92       | 11               | 28090      | 28270        | Centre-Val de Loire | Eure-et-Loir |
| Louvilliers-en-Drouais        | 221                      | 4,14       | 53               | 28216      | 28500        | Centre-Val de Loire | Eure-et-Loir |
| Louye                         | 215                      | 5,20       | 41               | 27376      | 27650        | Normandie           | Eure         |
| Luray                         | 1.570                    | 4,46       | 352              | 28223      | 28500        | Centre-Val de Loire | Eure-et-Loir |
| Maillebois                    | 926                      | 41         | 23               | 28226      | 28170        | Centre-Val de Loire | Eure-et-Loir |
| Marchezais                    | 408                      | 2,19       | 186              | 28235      | 28410        | Centre-Val de Loire | Eure-et-Loir |
| Marville-Moutiers-Brûlé       | 1.027                    | 20,24      | 51               | 28239      | 28500        | Centre-Val de Loire | Eure-et-Loir |
| Mézières-en-Drouais           | 1.057                    | 8,4        | 126              | 28251      | 28500        | Centre-Val de Loire | Eure-et-Loir |
| Montreuil                     | 530                      | 6,21       | 85               | 28267      | 28500        | Centre-Val de Loire | Eure-et-Loir |
| Nonancourt                    | 2.300                    | 7,21       | 319              | 27438      | 27320        | Normandie           | Eure         |
| Ormoy                         | 224                      | 9,04       | 25               | 28289      | 28210        | Centre-Val de Loire | Eure-et-Loir |
| Ouerre                        | 785                      | 12,73      | 62               | 28292      | 28500        | Centre-Val de Loire | Eure-et-Loir |
| Oulins                        | 1.221                    | 10,08      | 121              | 28293      | 28260        | Centre-Val de Loire | Eure-et-Loir |
| Prudemanche                   | 264                      | 15,43      | 17               | 28308      | 28270        | Centre-Val de Loire | Eure-et-Loir |
| Puiseux                       | 133                      | 5,22       | 25               | 28312      | 28170        | Centre-Val de Loire | Eure-et-Loir |
| Revercourt                    | 25                       | 5,53       | 5                | 28315      | 28270        | Centre-Val de Loire | Eure-et-Loir |
| Rouvres                       | 818                      | 16,24      | 50               | 28321      | 28260        | Centre-Val de Loire | Eure-et-Loir |
| Rueil-la-Gadelière            | 469                      | 18,44      | 25               | 28322      | 28270        | Centre-Val de Loire | Eure-et-Loir |
| Saint-Ange-et-Torçay          | 284                      | 16,61      | 17               | 28323      | 28170        | Centre-Val de Loire | Eure-et-Loir |
| Sainte-Gemme-Moronval         | 1.158                    | 5,46       | 212              | 28332      | 28500        | Centre-Val de Loire | Eure-et-Loir |
| Saint-Georges-Motel           | 880                      | 4,97       | 177              | 27543      | 27710        | Normandie           | Eure         |
| Saint-Jean-de-Rebervilliers   | 243                      | 11,03      | 22               | 28341      | 28170        | Centre-Val de Loire | Eure-et-Loir |
| Saint-Lubin-de-Cravant        | 55                       | 6,93       | 8                | 28346      | 28270        | Centre-Val de Loire | Eure-et-Loir |
| Saint-Lubin-des-Joncherets    | 4.129                    | 14,46      | 286              | 28348      | 28350        | Centre-Val de Loire | Eure-et-Loir |
| Saint-Maixme-Hauterive        | 410                      | 31,95      | 13               | 28351      | 28170        | Centre-Val de Loire | Eure-et-Loir |
| Saint-Ouen-Marchefroy         | 293                      | 9,21       | 32               | 28355      | 28260        | Centre-Val de Loire | Eure-et-Loir |
| Saint-Rémy-sur-Avre           | 4.065                    | 13,05      | 311              | 28359      | 28380        | Centre-Val de Loire | Eure-et-Loir |
| Saint-Sauveur-Marville        | 927                      | 18,84      | 49               | 28360      | 28170        | Centre-Val de Loire | Eure-et-Loir |
| Saulnières                    | 772                      | 10,65      | 72               | 28369      | 28500        | Centre-Val de Loire | Eure-et-Loir |
| Saussay                       | 1.090                    | 4,59       | 237              | 28371      | 28260        | Centre-Val de Loire | Eure-et-Loir |
| Serazereux                    | 538                      | 15,58      | 35               | 28374      | 28170        | Centre-Val de Loire | Eure-et-Loir |
| Serville                      | 362                      | 5,62       | 64               | 28375      | 28410        | Centre-Val de Loire | Eure-et-Loir |
| Sorel-Moussel                 | 1.782                    | 12,8       | 139              | 28377      | 28260        | Centre-Val de Loire | Eure-et-Loir |
| Thimert-Gâtelles              | 1.240                    | 42,67      | 29               | 28386      | 28170        | Centre-Val de Loire | Eure-et-Loir |
| Tremblay-les-Villages         | 2.208                    | 63,31      | 35               | 28393      | 28170        | Centre-Val de Loire | Eure-et-Loir |
| Tréon                         | 1.448                    | 10,93      | 132              | 28394      | 28500        | Centre-Val de Loire | Eure-et-Loir |
| Vernouillet                   | 12.491                   | 12,11      | 1.031            | 28404      | 28500        | Centre-Val de Loire | Eure-et-Loir |
| Vert-en-Drouais               | 1.119                    | 9,7        | 115              | 28405      | 28500        | Centre-Val de Loire | Eure-et-Loir |
| Villemeux-sur-Eure            | 1.808                    | 18,59      | 97               | 28415      | 28210        | Centre-Val de Loire | Eure-et-Loir |
| Agglo du Pays de Dreux        | 116.484                  | 1.055,70   | 110              | –          | –            | –                   | –            |